# Liste der Bürgermeister der Stadt Brilon
Die Liste der Bürgermeister der Stadt Brilon listet die bekannten Bürgermeister der sauerländischen Stadt Brilon, ihre Amtszeit und weiterführende Bemerkungen auf.

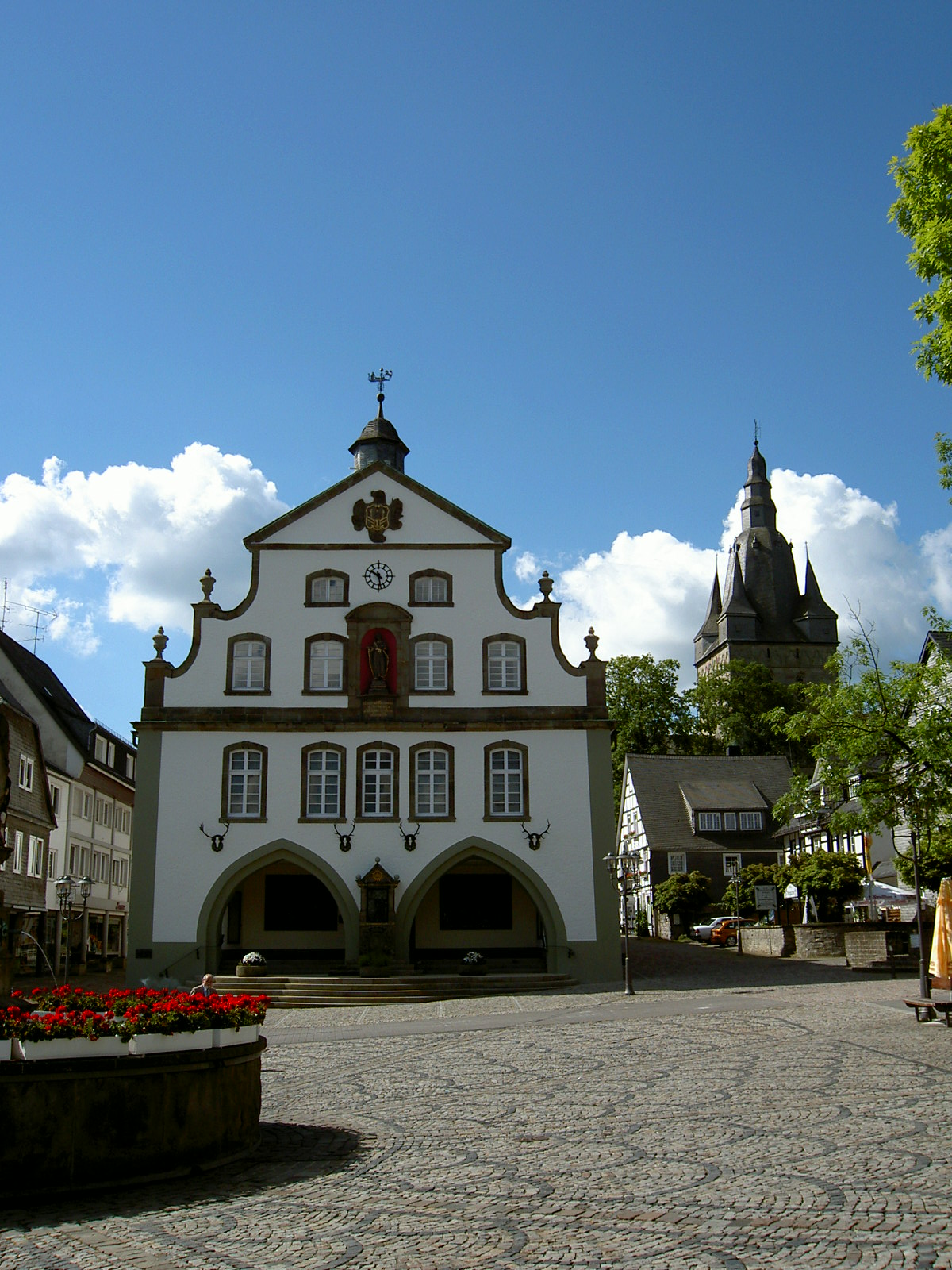
Vorderansicht des Briloner Rathauses

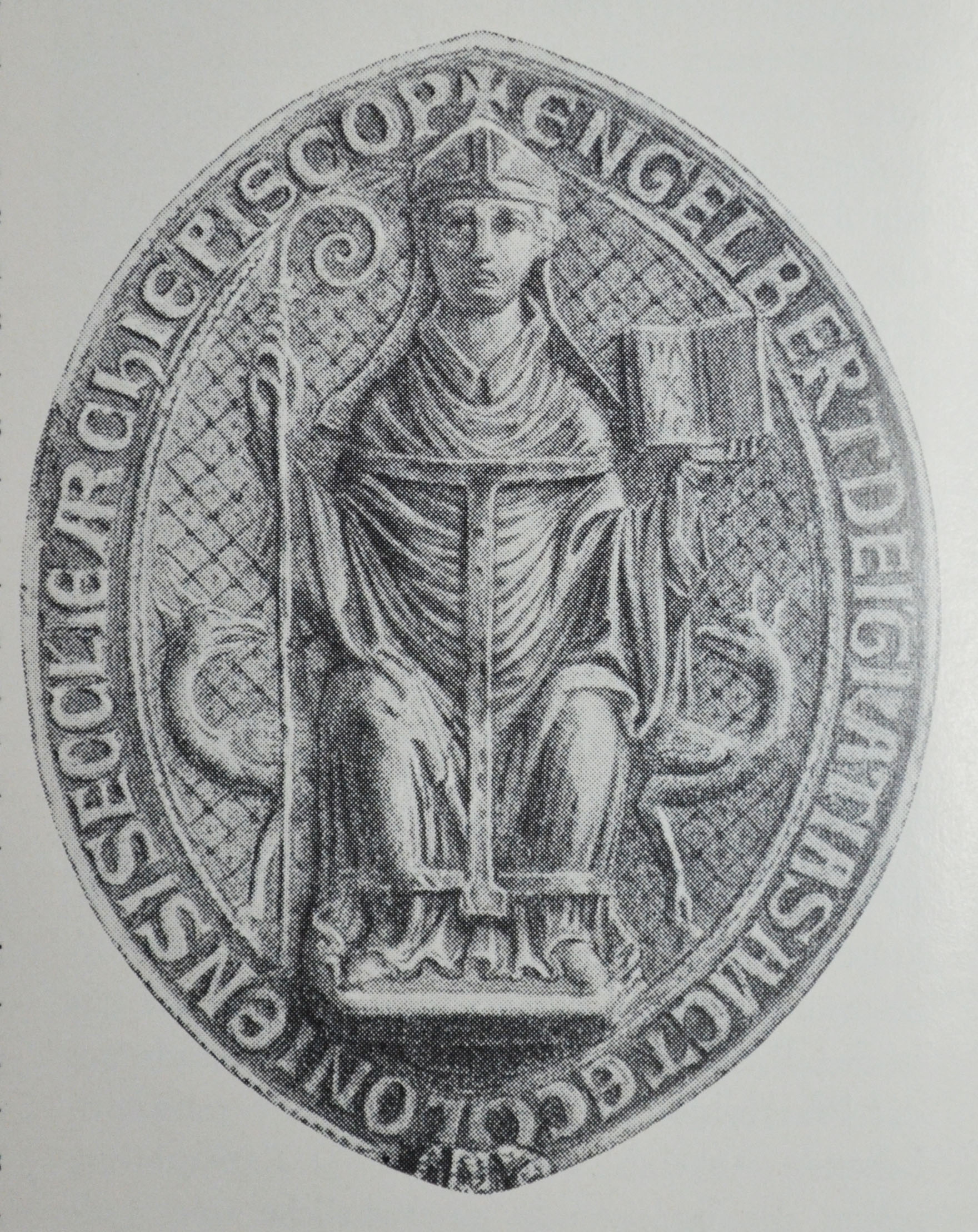
Mittelalterliches Stadtsiegel mit dem Bild des Stadtgründers Engelbert

## Entwicklung und Kompetenzen
Seit der Stadtgründung 1220 durch den Kölner Erzbischof (und Herzog von Westfalen) Engelbert von Köln existierte in Brilon ein Stadtrat. Zwei Bürgermeister (lateinisch consules) als Vorsitzende des Rates sind seit 1248 bezeugt. Erwähnt ist auch das Vorhandensein eines regierenden Bürgermeisters (consul regens) sowie zweier Mitbürgermeister (proconsul).
Das Recht zur jährlichen Wahl der Bürgermeister und des Rates blieb auf die Vollbürger beschränkt. Das Wahlgremium, der sogenannte Kürrat, bestand aus zwölf Männern und setzte sich zusammen aus je einem Bürger der vier Quartale, je einem Mitglied der Bauernschaft der Quartale und jeder Berufsstand (Kramer, Schneider, Schumacher und Schmiede) stellte einen Mann aus seinen Reihen. Diese zwölf Wahlmänner wählten zwölf neue Ratsherren und die vier Zysherren, die für die Finanzen in der Stadt verantwortlich waren. Die Ratsherren, die gemeinsam den Magistrat bildeten, wählten aus ihren Reihen den neuen consul regens und die proconsules. Die Wahl fand alljährlich am 11. November auf St. Martin statt. An diesem Tag trat der bisherige regierende Bürgermeister zurück und der neue wurde anschließend in sein Amt eingeführt.
Der Bürgermeister war nicht nur primus inter pares im Stadtrat, sondern vereinte Rechte der Legislative, der Jurisdiktion und der Exekutive in seiner Person. Er konnte mit dem Rat im Rahmen der städtischen Privilegien Gesetze erlassen, war Vorsitzender des Ratsgerichts und oberster Befehlshaber der städtischen Milizen bei bewaffneten Auseinandersetzungen. In seinem Namen wurden Stadtrechnungen geführt, er verwahrte den Stadttorschlüssel und hatte das Recht zur Begnadigung bei durch das Stadtgericht verurteilten Straftätern.
Die Bürgermeister und ehemaligen Bürgermeister wurden in Schatzungslisten und anderen Akten üblicherweise als dominus (Herr) bezeichnet, was ein Hinweis auf ihr hohes Ansehen ist. Die gewesenen Bürgermeister wurden auch einfach nur consul genannt, im Gegensatz zu den regierenden Bürgermeistern, die man an der Bezeichnung consul regens erkennt. Für das Amt war ein Vermögen von Vorteil; denn es konnte vorkommen, dass die Amtsinhaber der Stadtkasse zur Begleichung von Rechnungen Geld vorstrecken mussten.
Nach dem Ausscheiden der Stadt Soest aus dem Herzogtum Westfalen im Jahr 1449 galt Brilon bald als erste Hauptstadt unter den Quartalen des Herzogtums. Dadurch wurde der Bürgermeister während des Spätmittelalters und der frühen Neuzeit Vorsitzender („Direktor“) der Städtekurie auf dem Landtag des Herzogtums Westfalen.
Kurfürst Maximilian Franz verordnete 1797 eine Änderung des bisher üblichen Wechsels von Jahr zu Jahr; es wurde ein ständiger Rat mit nur sechs Ratsherren und zwei Bürgermeistern eingeführt. Wenige Jahre nach der Übernahme der Landesherrschaft durch das Großherzogtum Hessen beendeten die neuen Herren im Jahr 1810 die Selbstverwaltung der Städte im Herzogtum Westfalen. Die Bürgermeister wurden ab jetzt vom Staat ernannt.
In der preußischen Zeit bis hinein in die Zeit des Nationalsozialismus gab es gewählte hauptamtliche Bürgermeister. Neben ihnen existierten der Magistrat als kollegiales Leitungsgremium und die Stadtverordnetenversammlung als Vertretung der Bürgerschaft. Während der Zeit der Diktatur wurde dieses System nicht de jure abgeschafft, aber de facto gleichgeschaltet und das Amt des Bürgermeisters mit regimetreuen Personen besetzt.
Nach dem Zweiten Weltkrieg wurde Brilon Teil des Landes Nordrhein-Westfalen. Nach Vorstellungen der ehemaligen britischen Besatzungsmacht wurde in Nordrhein-Westfalen die norddeutsche Ratsverfassung eingeführt. Danach war der nun ehrenamtliche Bürgermeister Vorsitzender des Stadtrates und Repräsentant der Stadt nach innen und außen. Die Verwaltung wurde von einem Stadtdirektor geleitet. Seit der Kommunalwahl 1999 gilt eine modifizierte Form der süddeutschen Ratsverfassung. Danach wurde die Doppelspitze aus Bürgermeister und Stadtdirektor abgeschafft. Der Bürgermeister ist seither ein hauptamtlicher, direkt gewählter Wahlbeamter und gleichzeitig Vorsitzender des Stadtrates; das Amt des Stadtdirektors existiert nicht mehr.